# Szuperfolyékonyság
A szuperfolyékonyság néhány anyag rendkívül alacsony hőmérsékleten fellépő, nagyon nagy hővezetésű és súrlódásmentes folyadékállapota, azaz a nulla viszkozitású állapota. Leegyszerűsítve ilyenkor a folyadék belsejében nem képződik súrlódás, a folyadék minden ellenállás nélkül tud áramlani. 
Azt a hőmérsékletet, amelynél a szuperfolyékonyság kialakul, lambda-pontnak nevezik.
A jelenség a hélium-3-nál és hélium-4-nél a legjellemzőbb. A kvantumhidrodinamika tanulmányozásában fontos szerepet játszott, kísérletekkel pedig 1937-ben sikerült igazolnia Pjotr Leonyidovics Kapicának, John F. Allennek, és Don Misenernek. A héliumnál két lambda-pont létezik. Az „alsó” lambda-pont 2,172 K, 0,0497 atm-nál, a „felső” 1,76 K, 29,8 atm-nál. 
A szuperfolyékony hélium szokatlan tulajdonságokat mutat; a gravitációs erő ellenére képes "kimászni" az edényből. 
A héliumatomokból álló folyadékra nyilvánvalóan nem érvényesek egészen pontosan a szabad részecskék gázára elmondottak. Az atomok közötti kölcsönhatás miatt nem kondenzálódhat az egész folyadék a legalacsonyabb energiaszintre, de igaz marad, hogy a folyadékállapoton belül bekövetkezhet a Bose–Einstein-kondenzáció - makroszkopikus számú részecske kondenzációja a legalacsonyabb energiaszintre.
Üres kémcsövet merítve szuperfolyékony héliumot tartalmazó edénybe a folyadék vékony, mintegy 100 atomnyi réteget tartalmazó réteget képez a kémcső falán, és a hélium ezen keresztül befolyik a kémcsőbe. A kémcsövet kiemelve visszafolyik. 
A szuperfolyékonyság a nagy méretekben is megjelenő, közvetlenül megfigyelhető kvantumos viselkedés példája.
Az anyag új formáját a Pennsylvaniai Állami Egyetem kutatói fedezték fel. Kiderítették, hogy a szilárd, kristályos hélium-4 bizonyos szempontból úgy viselkedik, mintha szuperfolyékony lenne. A kutatók porózus üvegből készített korongot itattak át héliummal, és 60 atmoszféra nyomáson hűtötték. A korongot a középpontjánál felfüggesztették, és torziós ingaként ide-oda forgatták. 0,175 kelvin környékén egyszer csak könnyebben kezdett forogni a korong, mintha lecsökkent volna a tömege. Pont ez történik akkor, ha a korongban cseppfolyós hélium van, és az szuperfolyékonnyá válik. Csakhogy ezen a hőmérsékleten és nyomáson a hélium már szilárd, kristályos, igaz, könnyen összenyomható. A kutatók szerint az történik, hogy ezen a hőmérsékleten a héliumatomok egy része már nem vesz részt a korong forgásában, hanem egy helyben maradva akadálytalanul hatol át a forgásban részt vevő atomok között. Így a forgó tömeg valóban lecsökken. 
Az anyag ezen új állapotának a kísérletet végzők a supersolid nevet adták, ami tükörfordításban azt jelenti, hogy szuperszilárd, pedig nem a szilárdsága „szuper”, hanem a viselkedése a szuperfolyékonyságra emlékeztet.